# Chaetodipus goldmani
Chaetodipus goldmani és una espècie de mamífer rosegador de la família dels heteròmids. És endèmica de Mèxic (Chihuahua, Sinaloa i Sonora). S'alimenta de llavors. El seu hàbitat natural són els matollars xeròfils i els boscos amb arbres curts i sols al·luvials. Està amenaçada per l'ús de rodenticides i la transformació del seu entorn per a usos agrícoles.
Aquest tàxon fou anomenat en honor del naturalista i mastòleg estatunidenc Edward Alphonso Goldman.